# Gerichtsbezirk Sereth
Der Gerichtsbezirk Sereth (rumänisch: Siret; ruthenisch: Seret) war ein dem Bezirksgericht Sereth unterstehender Gerichtsbezirk im Herzogtum Bukowina. Der Gerichtsbezirk umfasste Gebiete im Osten der Bukowina bzw. im heutigen Rumänien. Nach dem Ersten Weltkrieg musste Österreich den gesamten Gerichtsbezirk an Rumänien abtreten, nach dem Zweiten Weltkrieg verblieb das Gebiet bei Rumänien. Er ist heute Teil des Kreises Suceava.

## Geschichte
Im Zuge der Neuordnung des Gerichtswesen im Kaisertum Österreich waren im Juni 1849 die allgemeinen Grundzüge der Gerichtsverfassung in den Kronländern durch Kaiser Franz Joseph I. genehmigt worden. Hierauf ließ Justizminister Anton von Schmerling Pläne zur Organisierung des Gerichtswesens in der Bukowina ausarbeiten, die der Kaiser am 6. November 1850 per Verordnung ebenfalls genehmigte. Mit der Reorganisation ging die Abschaffung der landesfürstlichen Gerichte ebenso wie der Patrimonial-Gerichte einher, wobei Schmerling ursprünglich die Errichtung von 17 Bezirksgerichten plante und die Bukowina dem Oberlandesgericht Stanislau unterstellt werden sollte. Schließlich schufen die Behörden nur 15 Bezirksgerichte, die man dem Landesgericht Czernowitz bzw. dem Oberlandesgericht Lemberg zuordnete. Die Errichtung der gemischten Bezirksämter, die neben der Verwaltung auch die Justiz zu besorgen hatten, wurde schließlich per 29. September 1855 amtswirksam, wobei der Gerichtsbezirk Sereth aus den Gemeinden Sereth, Bahrynesti, Baincze, Balkoutz, Banczesti, Botuszanitzam Czerepkoutz mit Beresti, Cibeny, Segits, Fontinaalba, Gerboutz, Graniczesti, Hadikfalva mit Turnesti, Kalafindesti, Kindesti, Kilmoutz, Muszenitza, Negostina, St. Onufri mit Drapuszanka, Oprischeny, Rogoschesti mit Gura molonitza, Rudesti, Scherhoutz, Ober-Synoutz, Unter-Synoutz, Stircze mit Slobodzia lui Dumka, Tereblesti, Waszkoutz am Seret mit Percelowka und Wolczinetz gebildet wurde. Für Verbrechen und Vergehen war der Gerichtsbezirk dem Untersuchungsgericht bzw. Bezirksgericht Radautz unterstellt. Im Zuge der Trennung der politischen von der judikativen Verwaltung bildete der Gerichtsbezirk Sereth ab 1868 alleinig auch den gleichnamigen Bezirk Sereth. Per 28. März 1870 kam es im Zuge einer Reform der Gerichtsbezirke zu weitreichenden Gebietsänderungen zwischen den Gerichtsbezirken der Bukowina, wobei der Gerichtsbezirk Sereth durch die Reform um die Gemeinden Dymka, Hliboka, Mihuczeni, Pojeni, Preworokie, Ober-Stanestie, Unterstanestie, Terescheni sowie deren zugehörige Gutsgebiete aus dem Gerichtsbezirk Czernowitz sowie um die Gemeinde Kamenka mit dem zugehörigen Gutsgebiet aus dem Gerichtsbezirk Storozynetz erweitert wurde.
Der Gerichtsbezirk Sereth wies 1854 eine Bevölkerung von 25.372 Einwohnern auf einer Fläche von 6,6 Quadratmeilen auf. 1869 beherbergte der Gerichtsbezirk eine Bevölkerung von 46.929 Personen, bis 1900 stieg die Einwohnerzahl auf 60.743 Personen an. Von der Bevölkerung hatten 1900 26.155 Ruthenisch (68,9 %) als Umgangssprache angegeben, 16.171 Personen sprachen Rumänisch (21,9 %), 10.012 Deutsch (2,6  %) und 8.161 eine andere Sprache (6,1 %). Der Bezirk umfasste 1900 eine Fläche von 518,80 km² sowie einem Gerichtsbezirk mit 39 Gemeinden und 24 Gutsgebieten.
| Jahr | Ein- wohner | Deutsch- sprachige | Ruthenisch- sprachige | Rumänisch- sprachige | Anders- sprachige |
| ---- | ----------- | ------------------ | --------------------- | -------------------- | ----------------- |
| 1854 | 25.372      |                    |                       |                      |                   |
| 1869 | 46.929      |                    |                       |                      |                   |
| 1880 | 49.804      | 8.296              | 18.827                | 11.804               | 7.646             |
| 1890 | 54.124      | 9.101              | 22.849                | 14.608               | 7.414             |
| 1900 | 60.743      | 10.012             | 26.155                | 16.171               | 8.161             |